# Panesthia paramonstruosa
Panesthia paramonstruosa är en kackerlacksart som beskrevs av Roth, L. M. 1979. Panesthia paramonstruosa ingår i släktet Panesthia och familjen jättekackerlackor. Inga underarter finns listade i Catalogue of Life.